# Eudorella bacescui
Eudorella bacescui är en kräftdjursart som beskrevs av Petrescu 1991. Eudorella bacescui ingår i släktet Eudorella och familjen Leuconidae. Inga underarter finns listade i Catalogue of Life.